# Maladera malangeana
Maladera malangeana är en skalbaggsart som beskrevs av Brenske 1902. Maladera malangeana ingår i släktet Maladera och familjen Melolonthidae. Inga underarter finns listade i Catalogue of Life.